# Erika Menezes
Erika Menezes (Rio de Janeiro, 18 de junho de 1988), é uma dubladora e diretora de dublagem brasileira. Pelo seu trabalho como dubladora da Ami em Hi Hi Puffy AmiYumi foi indicada ao Prêmio Yamato de 2006 na categoria "Melhor Dubladora de Protagonista", perdendo para Samira Fernandes.

## Trabalhos
- Ami em Hi Hi Puffy AmiYumi[6]
- Branca de Neve em Espelho, Espelho Meu[5]
- Anna em Frozen, Frozen: Febre Congelante, Olaf: Em Uma Nova Aventura Congelante de Frozen, Wifi Ralph, Frozen 2
- Florzinha em As Meninas Superpoderosas (versão 2016)[8]
- Hanna Marin em Pretty Little Liars[5]
- Narração em Para Onde Vão os Peixes Dourados[9]
- V, em Cyberpunk 2077[10]
- Jessica (Anitta) em Élite.[1][2][3]